# Phyllosphingia
Phyllosphingia este un gen de insecte lepidoptere din familia Sphingidae.

Cladograma conform Catalogue of Life:
| Phyllosphingia | \| \| Phyllosphingia dissimilis \| \| \| \| \| \| Phyllosphingia hoenei \| \| \| \| \| \| Phyllosphingia jordani \| \| \| \| \| \| Phyllosphingia perundulans \| \| \| \| \| \| Phyllosphingia sinensis \| \| \| \| |
|                | \| \| Phyllosphingia dissimilis \| \| \| \| \| \| Phyllosphingia hoenei \| \| \| \| \| \| Phyllosphingia jordani \| \| \| \| \| \| Phyllosphingia perundulans \| \| \| \| \| \| Phyllosphingia sinensis \| \| \| \| |
|                | Phyllosphingia dissimilis |
|                | |
|                | Phyllosphingia hoenei |
|                | |
|                | Phyllosphingia jordani |
|                | |
|                | Phyllosphingia perundulans |
|                | |
|                | Phyllosphingia sinensis |
|                | |